# 宋方
宋方（Sung Fong，1971年3月8日—），祖籍中國山東，已退役的香港著名籃球運動員，司職中鋒，擁有2.12米的身高，是香港籃球歴史上最高的籃球員，於2007年宣佈退役，在2008年開始擔任香港隊助教。現已投入於設計行業。

## 籃球生涯
宋方於1994年至1995年間，在美國NCAA三藩市大學效力，是少數能在NCAA的籃球名校擔當主力的華人球員，畢業後在美國職業男子籃球聯賽（附屬於美國籃球運動體系，簡稱CBA），返港後一直效力福建，直至於2007年結束球員生涯，香港籃球總會亦在2007年4月29日於旺角麥花臣室內場館舉行的香港籃球聯賽明星賽中為宋方與梁月明舉行退役儀式。宋方多年來都一直是香港男子籃球代表隊主力球員，於第14屆超級工商盃籃球賽中，他協助香港取得三連霸，賽後與另一名香港隊成員翁金驊一同宣布退出香港男子籃球代表隊。在2008年開始擔任香港隊助教，其後擔任南華助教。

## 退役生涯
宋方早年取得大學設計學位，亦一直有兼任設計工作，在2015年夏天與香港知專設計學院合作，在位處調景嶺的校舍籃球場內舉辦創意籃球訓練。

## 外部連結
- 宋方在archive.fiba.com（archived）（英语）
- 宋方在Eurobasket.com（球員）（英语）